# Mokřiny u Krahulčí
Mokřiny u Krahulčí jsou přírodní rezervace v katastru obce Dětřichov nad Bystřicí v okrese Bruntál, necelý kilometr severozápadně od vsi Krahulčí.
Důvodem ochrany jsou mokřadní ekosystémy v nivě Trusovického potoka s výskytem chráněných mokřadních druhů rostlin v početných populacích. Bohatá populace kriticky ohroženého druhu starčeku bahenního (Senecio paludosus).